# Chad Harbach

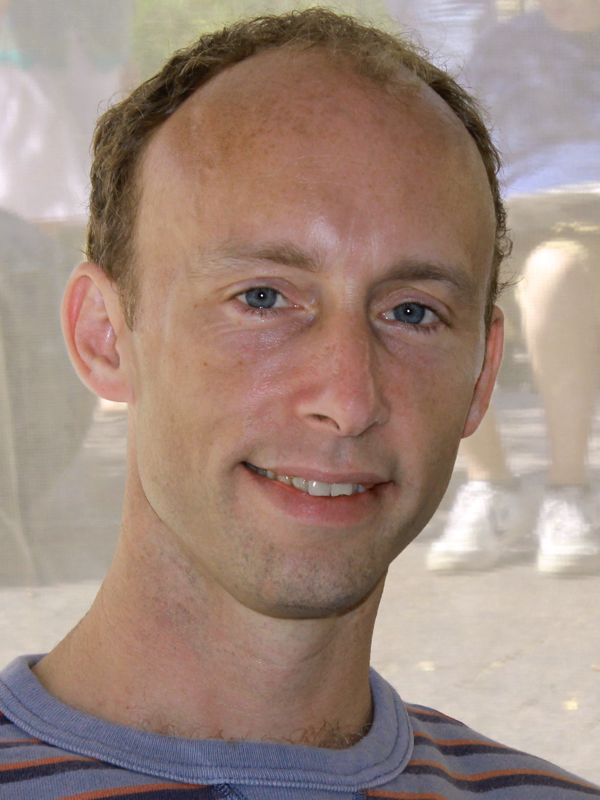
Chad Harbach (2011)

Chad Harbach (* 1975 in Racine, Wisconsin) ist ein US-amerikanischer Autor. Er ist Mitbegründer und Mitherausgeber der amerikanischen Literaturzeitschrift n + 1.

## Leben
Harbach wuchs im US-amerikanischen Mittleren Westen in Racine (Wisconsin) auf. Sein Vater war Buchhalter, seine Mutter die Leiterin einer Montessorischule. Er schloss seine Journalistikstudien mit einem Bachelor of Arts an der Harvard University ab, wo er sich mit den angehenden Autoren und Journalisten Keith Gessen und Benjamin Kunkel befreundete. Seinen Abschluss als Master of Fine Arts machte er an der University of Virginia.

## Publizistische Tätigkeiten
Harbach hatte bereits 1998 die Idee und den Namen für eine Literaturzeitschrift, die er seit 2004 zusammen mit Mark Greif, Gessen, Kunkel und Marco Roth vierteljährlich mit dem Titel n + 1 publiziert. Er schreibt für die Zeitschrift über Umweltfragen, den Schriftsteller David Foster Wallace und Sportthemen, wie zum Beispiel die Boston Red Sox.
2011 hatte Harbachs erstes Buch The Art of Fielding, ein Roman über Baseball, großen Erfolg in den USA.

## Veröffentlichungen
- The Art of Fielding. Little, Brown & Co., New York City, New York 2011, ISBN 978-0-316-12669-4.
  - Die Kunst des Feldspiels, Roman, deutsch von Stephan Kleiner und Christoph Maas. DuMont-Verlag, Köln 2012, ISBN 978-3-8321-9626-4.